# Torrelodones
Torrelodones – miasto w Hiszpanii, w prowincji Madryt. Torrelodones jest miastem partnerskim Grodziska Wielkopolskiego. Leży 29 km na północny zachód od Madrytu.

## Miasta partnerskie
- Grodzisk Wielkopolski, Polska